# Google網上論壇
Google 網上論壇（英語：Google Groups）是Google提供的在线交流工具，在Web界面上类似于常见的网络论坛。但Google Groups的实质却可以理解为一个邮件列表。但与传统的邮件列表相比，它提供了基于Web的更多功能。如共享文件、创建页面、帖子评分等。

## 特色
- Usenet存档
Google Groups提供了自从1981年以来的Usenet帖子存档[2]，保存了许多珍贵史料[3]；
- HTTPS加密连接
同Gmail等Google服务一样，Google Groups允许通过HTTPS协议进行连接，这对处于较为严格的网络审查之下的中国大陆网民尤为重要。

## 中国大陆访问
很长一段时间里，Google网上论坛不论是明文HTTP访问还是加密SSL访问，均会遭到中国官方的防火长城以连接重置的技术手段屏蔽。但在2013年，中国用户可以较为顺畅地通过HTTPS访问该网站。